# 浦镇站
浦镇站，位于江苏省南京市浦口区顶山街道，现仅办理专用线、专用铁路整车到发货运业务。车站内有连接南京扬子物流、中车浦镇、南京振强工贸中心（大桥四处）、中铁十五局南京混凝土制品有限公司、扬子石化:80，86等企业的多条专用线。现存英式车站建筑一座，为南京市文物保护单位，车站以西100米处为1923年两浦铁路工人举行二七大罢工的同情罢工时卧轨之处，该史迹亦被列为文物保护单位。

## 简介
浦镇火车站建于清朝宣统三年（1911年），是津浦铁路最早的火车站之一。西北距林场火车站4.5公里，东南距南京北站（即浦口站）1.5公里，21世纪初是境内多个大型企业铁路专用线的出岔站。
在侵华日军占领期间，日方曾考虑在南京东站至本站间修建长江隧道，然而计划因日本投降而无疾而终:376。
1987年，作为“宁扬铁路”计划（即宁启铁路）的一部分，本站开始增建客运设施:407。
1999年时，本站曾由南京北车站管辖:385，后于2006年3月21日随南京北站划归南京直属站管理:307，又于2011年3月28日改由南京东直属站管辖:245。

## 事件

### 两浦铁路工人罢工中的车站
1923年2月8日，为声援京汉铁路的二七大罢工，浦镇与浦口港务处、机务处工人在当日12时罢工。2月9日，一名被当局收买的机车乘务员准备上工开车，中华全国总工会委员长王荷波得知消息后带领工人前往浦镇站准备拦截火车。但眼见拦截，火车未有减速之势，参与罢工的工人遂接二连三躺在铁轨上以阻拦火车。:111-112

### 车站文保建筑遭破坏
2017年3月，南京秀比特文化传播有限公司受北京某文化传媒有限公司委托，在浦口区为电影《人来人往》前期拍摄搭建场景。为此，南京秀比特文化传播有限公司与南京铁道发展集团有限公司（隶属上海铁路局南京站）签订了该建筑为期一年的租赁合同。随后该公司在未办理任何手续的情况下，擅自拆改浦镇火车站英式建筑。2017年5月，在接到群众举报后，南京市浦口区公安局、文广局、城管局和顶山街道到现场处理，责成相关单位立即停工，报批修复方案后恢复原状，并对违法行为立案查处。2017年6月2日，南京市浦口区文广局对渉事公司处以行政处罚20万元人民币，并要求其遵照法律规定程序复原被破坏的建筑。

## 文物保护

### 浦镇火车站英式建筑
文保单位“浦镇火车站英式建筑”位于江北快速化通道高架桥下方。现存英式建筑是过去该火车站的仓库，占地面积360平方米，建筑长38米、高6.8米、宽7.4米，青砖外墙，红色彩钢瓦顶，它的砖砌形式、门窗、雨棚形制都是英式建筑风格。车站原有的英式老站房在1986年下半年被拆除。
2012年3月20日，该车站建筑以“浦镇火车站英式建筑”的名义被南京市人民政府列为第四批南京市文物保护单位。
建筑作为文物的保护单位为：东至本体东侧铁轨、南至本体外10米、西至本体西侧铁轨、北至本体外10米。

### 两浦铁路工人“二七”大罢工卧轨处
又称两浦铁路工人二九大罢工卧轨处，在车站以西100米处:111-112。2023年9月14日，该史迹被南京市人民政府列为第五批南京市文物保护单位。

## 接驳交通
| 铁路浦镇站 | 铁路浦镇站     | 铁路浦镇站 | 铁路浦镇站       | 铁路浦镇站                                                        |
| 编号       | 路线           | 路线       | 路线             | 备注                                                              |
| ---------- | -------------- | ---------- | ---------------- | ----------------------------------------------------------------- |
| 488        | 泰冯路地铁站西 | ⇆          | 明辉路·珍珠南路  |                                                                   |
| 583        | 泰冯路总站     | →          | 古平岗           | 原 183（第一代）                                                  |
| 583        | 泰冯路总站     | ←          | 古平岗南         | 原 183（第一代）                                                  |
| 609        | 江北新区研创园 | ⇆          | 鼎泰家园西门     |                                                                   |
| 664        | 盘城新居总站   | ⇆          | 浦口公园         |                                                                   |
| 681        | 西水湾总站     | ⇆          | 鼎泰家园西门     |                                                                   |
| 691        | 天润城总站西   | ⇆          | 珍珠雅苑西       |                                                                   |
| 698        | 鼎泰家园西门   | ⇆          | 江北新区研创园   |                                                                   |
| Y39        | 大新华府总站   | ⇆          | 柳洲东路地铁站北 | 经珍珠雅苑西、南农大浦口校区、旭日华庭西、浦洲路·江山路；696 夜班 |